# Ari'el Atias
Ari'el Atias (hebrejsky אריאל אטיאס‎, *‎ 13. listopadu 1970, Tel Aviv) je izraelský politik a bývalý poslanec Knesetu za sefardskou náboženskou stranu Šas. V letech 2006 až 2013 zastával různé posty v izraelské vládě, konkrétně pozici ministra komunikací v Olmertově vládě a ministra bydlení a výstavby ve druhé Netanjahuově vládě. V roce 2013 byl součástí triumvirátu vedení strany Šas, společně s Eli Jišajem a Arje Derim. Je otcem čtyř dětí a žije v Jeruzalémě.